# Neckera crispa
Neckera crispa là một loài rêu trong họ Neckeraceae. Loài này được Hedw. mô tả khoa học đầu tiên năm 1801.

## Hình ảnh

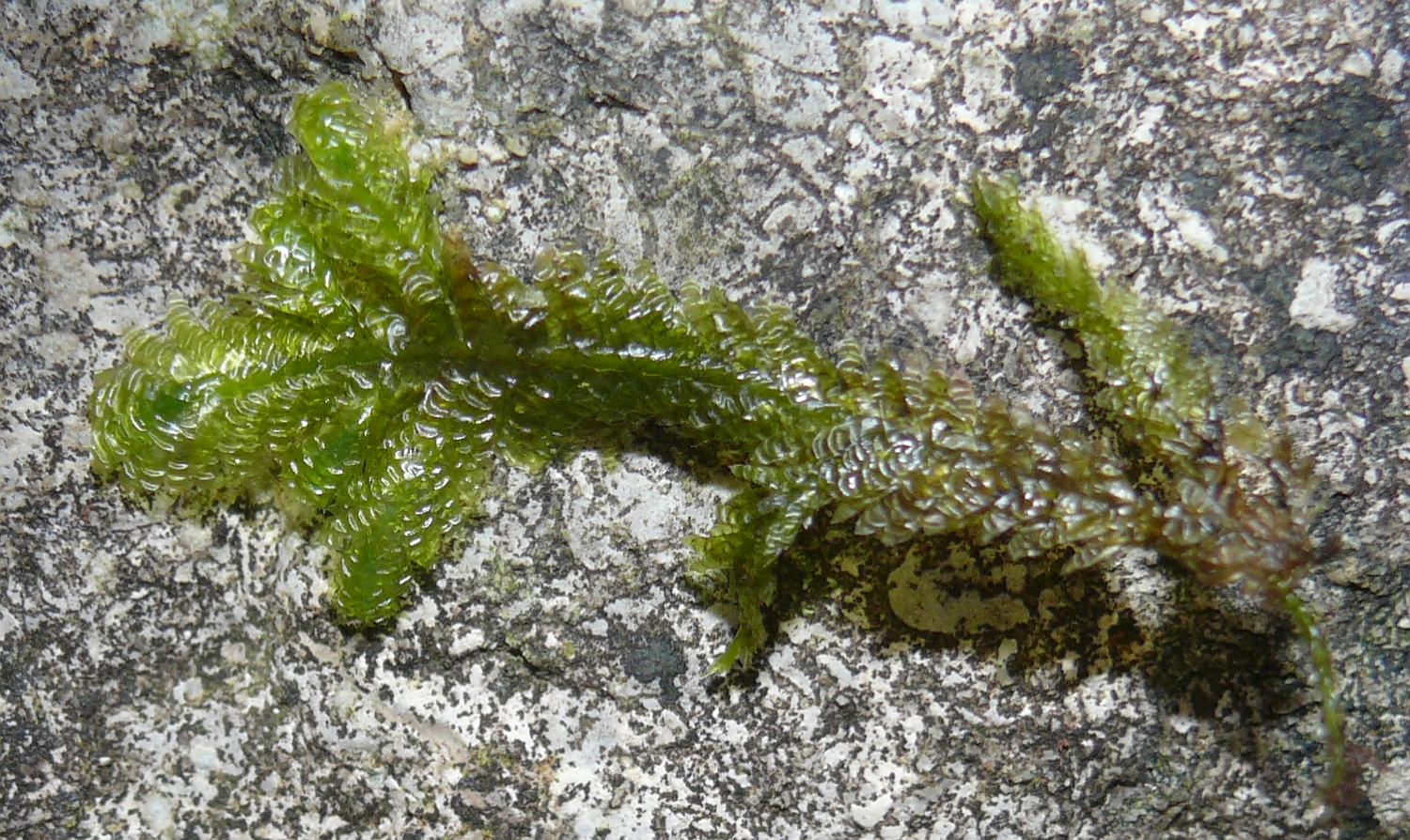
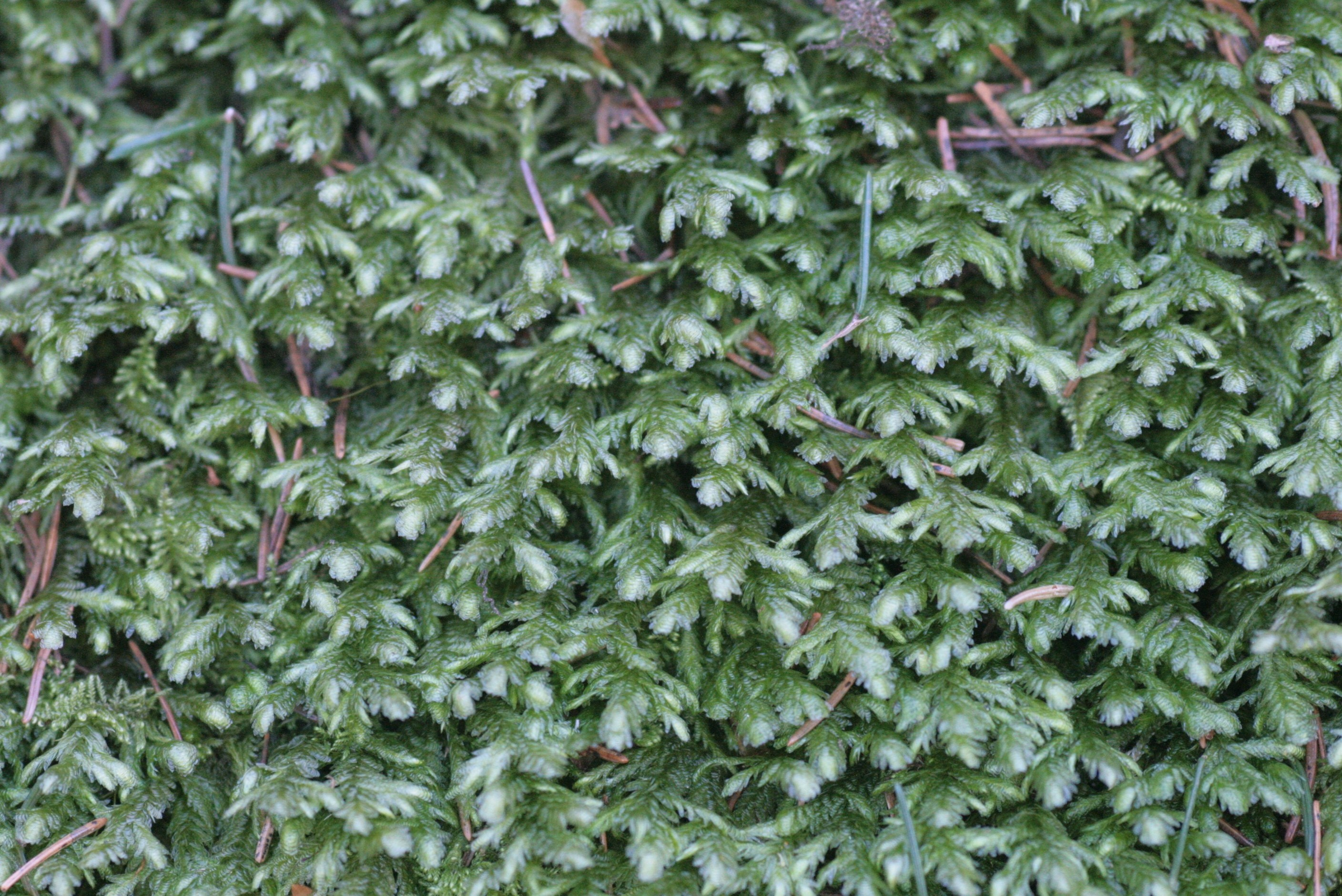
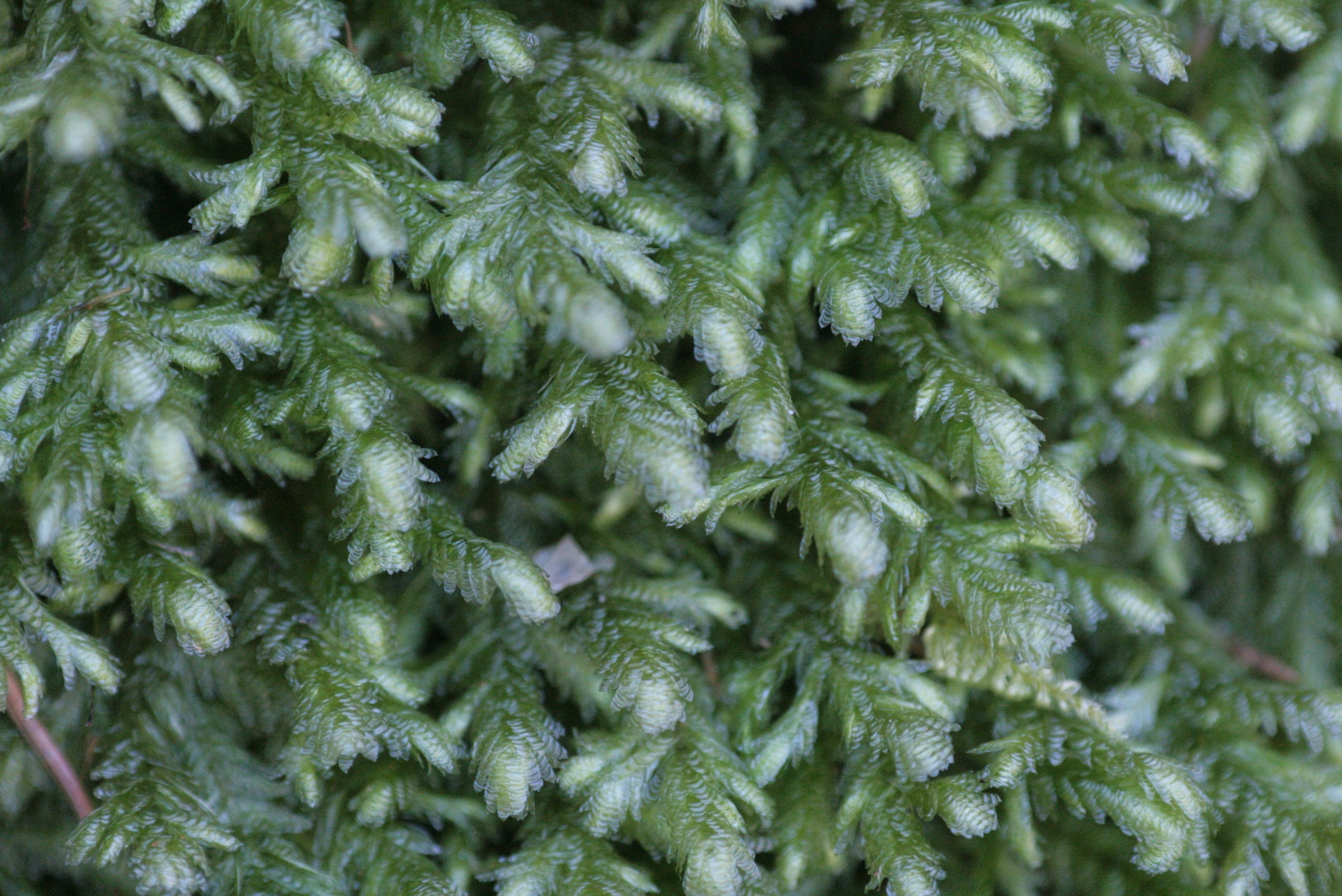
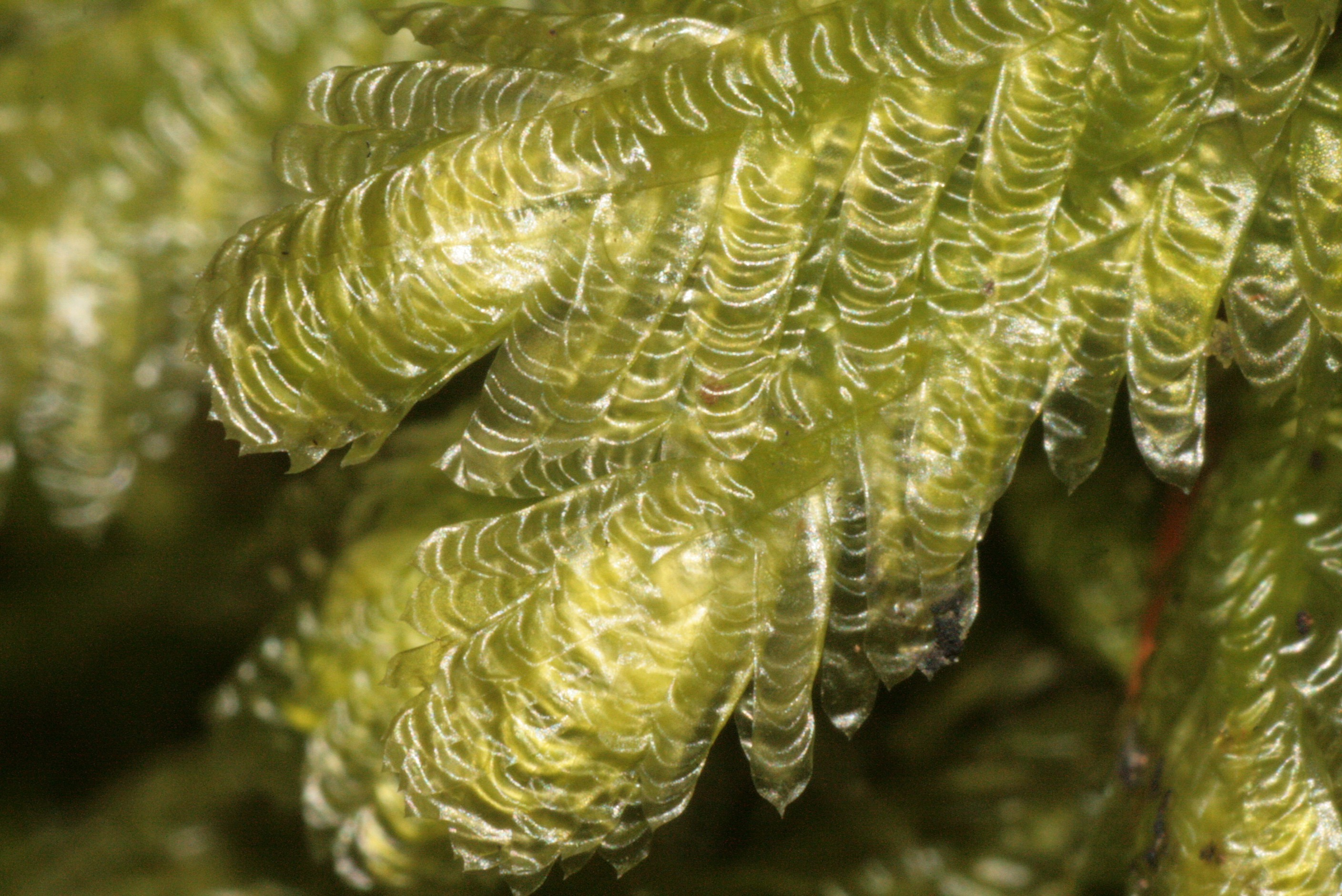